# Viggianello
Pour les articles homonymes, voir Viggianello (homonymie).
Viggianello [vidʒanɛlo] est une commune française située dans la circonscription départementale de la Corse-du-Sud et le territoire de la collectivité de Corse. Le village appartient à la piève de Viggiano.

## Géographie
Viggianello appartient avec Arbellara, Fozzano, Sainte-Marie de Figaniella et Olmeto à la micro région de la Rocca, très liée à l'Alta Rocca.
Il est situé sur les hauteurs de Propriano, entre mer et montagne, et jouit d'une vue panoramique sur le golfe du Valinco et Propriano.
Il se compose de trois quartiers :
- l'église où se trouve le café du village, Chez Charlot, poumon du Vighjaeddu toute l'année, très fréquenté par les touristes en été du fait que sa terrasse bénéficie d'une vue spectaculaire sur le golfe du Valinco, attraction touristique du village, trois maisons « historiques » en granit jouissent de la même vue, ce quartier comprend une dizaine de maisons ;
- la mairie, ce quartier se situe au milieu du village, c'est la partie que l'on voit en premier en arrivant par la route depuis Propriano. Il se déploie autour d'une tour fortifiée, rénovée en habitation et de quelques anciennes maisons en granit ;
- le Vetaro ou quartier d'en haut, avec une forte densité de maisons.

À ces trois quartiers historiques se rajoute une grande zone résidentielle qui s'étend du carrefour de Santa Julia à la sortie de Propriano jusqu'au village de part et d'autre des cinq kilomètres de la route départementale qui dessert les villages de la Rocca.

### Accès
Le village est distant, par route, de :
- 5 km de Propriano ;
- 4 km d'Arbellara ;
- 7 km de Fozzano ;
- 9 km de Sainte-Marie de Figaniella ;
- 17 km de Sartène ;
- 14 km d'Olmeto ;
- 27 km de Levie ;
- 36 km d'Aullène;
- 44 km de Monacia-d'Aullène;
- 19 km de Campomoro
- 29 km de Petreto-Bicchisano
- 75 km de Porto-Vecchio ;
- 74 km d'Ajaccio ;
- 18 km de Sainte-Lucie-de-Tallano ;
- 67 km de Bonifacio.

### Transports
L'aéroport le plus proche (7 km) est l'aérodrome de Propriano Tavaria en service pour l'aviation privée.
Viggianello est plus ou moins équidistant de l'aéroport d'Ajaccio-Napoléon-Bonaparte à 68 km et de l'aéroport de Figari-Sud-Corse à 58 km.
Le port de commerce de Propriano qui relie le continent et la Sardaigne par ferry est à 5 km.

## Urbanisme

### Typologie
Au 1er janvier 2024, Viggianello est catégorisée bourg rural, selon la nouvelle grille communale de densité à sept niveaux définie par l'Insee en 2022.
Elle appartient à l'unité urbaine de Propriano, une agglomération intra-départementale regroupant deux  communes, dont elle est une commune de la banlieue,,. Par ailleurs la commune fait partie de l'aire d'attraction de Propriano, dont elle est une commune du pôle principal,. Cette aire, qui regroupe 13 communes, est catégorisée dans les aires de moins de 50 000 habitants,.

### Occupation des sols
L'occupation des sols de la commune, telle qu'elle ressort de la base de données européenne d'occupation biophysique des sols Corine Land Cover (CLC), est marquée par l'importance des forêts et milieux semi-naturels (67,2 % en 2018), néanmoins en diminution par rapport à 1990 (69,7 %). La répartition détaillée en 2018 est la suivante : milieux à végétation arbustive et/ou herbacée (38,1 %), forêts (29,1 %), zones agricoles hétérogènes (22,8 %), zones urbanisées (4,3 %), mines, décharges et chantiers (2,1 %), prairies (1,9 %), zones industrielles ou commerciales et réseaux de communication (0,9 %), terres arables (0,8 %). L'évolution de l'occupation des sols de la commune et de ses infrastructures peut être observée sur les différentes représentations cartographiques du territoire : la carte de Cassini (XVIIIe siècle), la carte d'état-major (1820-1866) et les cartes ou photos aériennes de l'IGN pour la période actuelle (1950 à aujourd'hui).

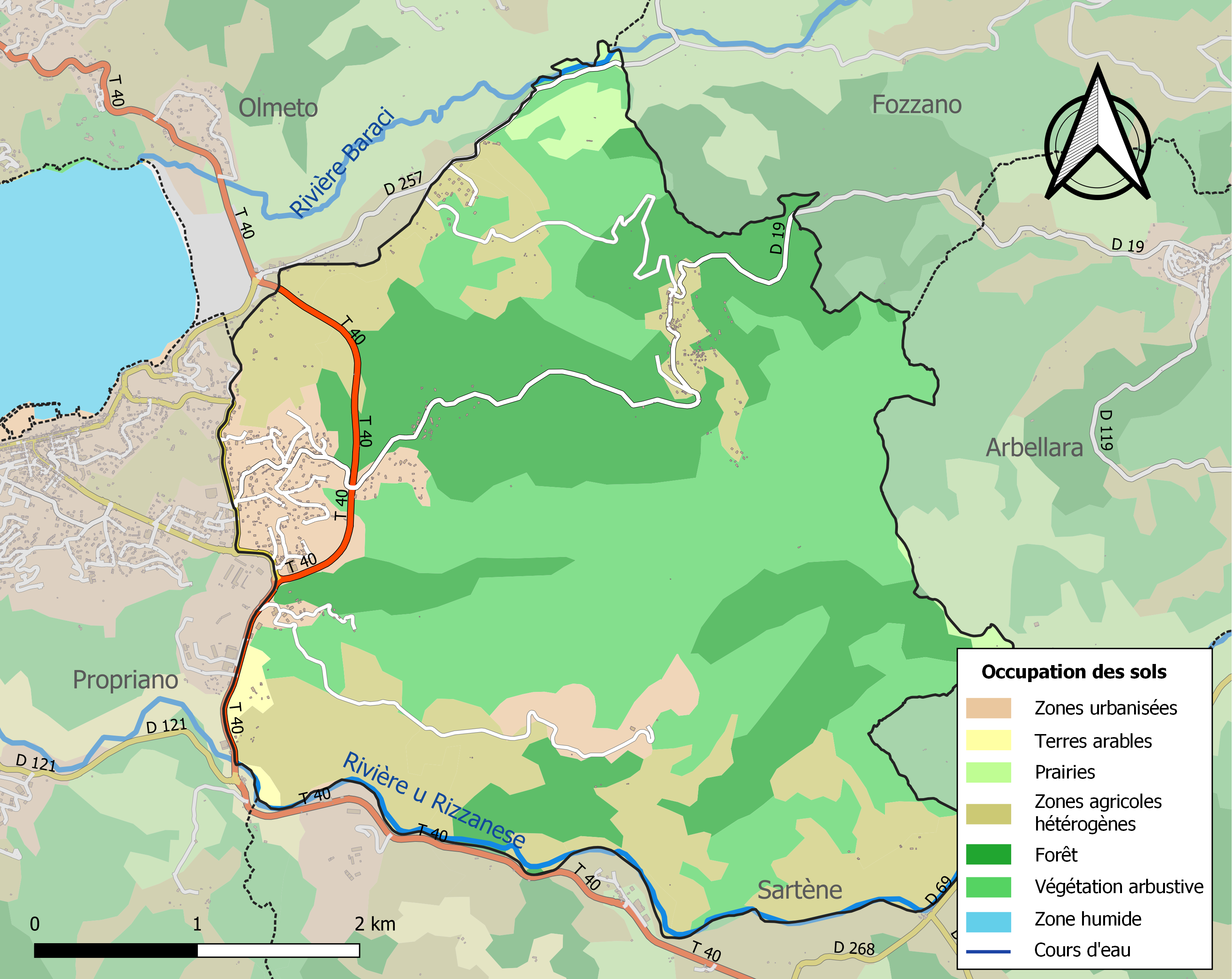
Carte des infrastructures et de l'occupation des sols de la commune en 2018 (CLC).

## Histoire

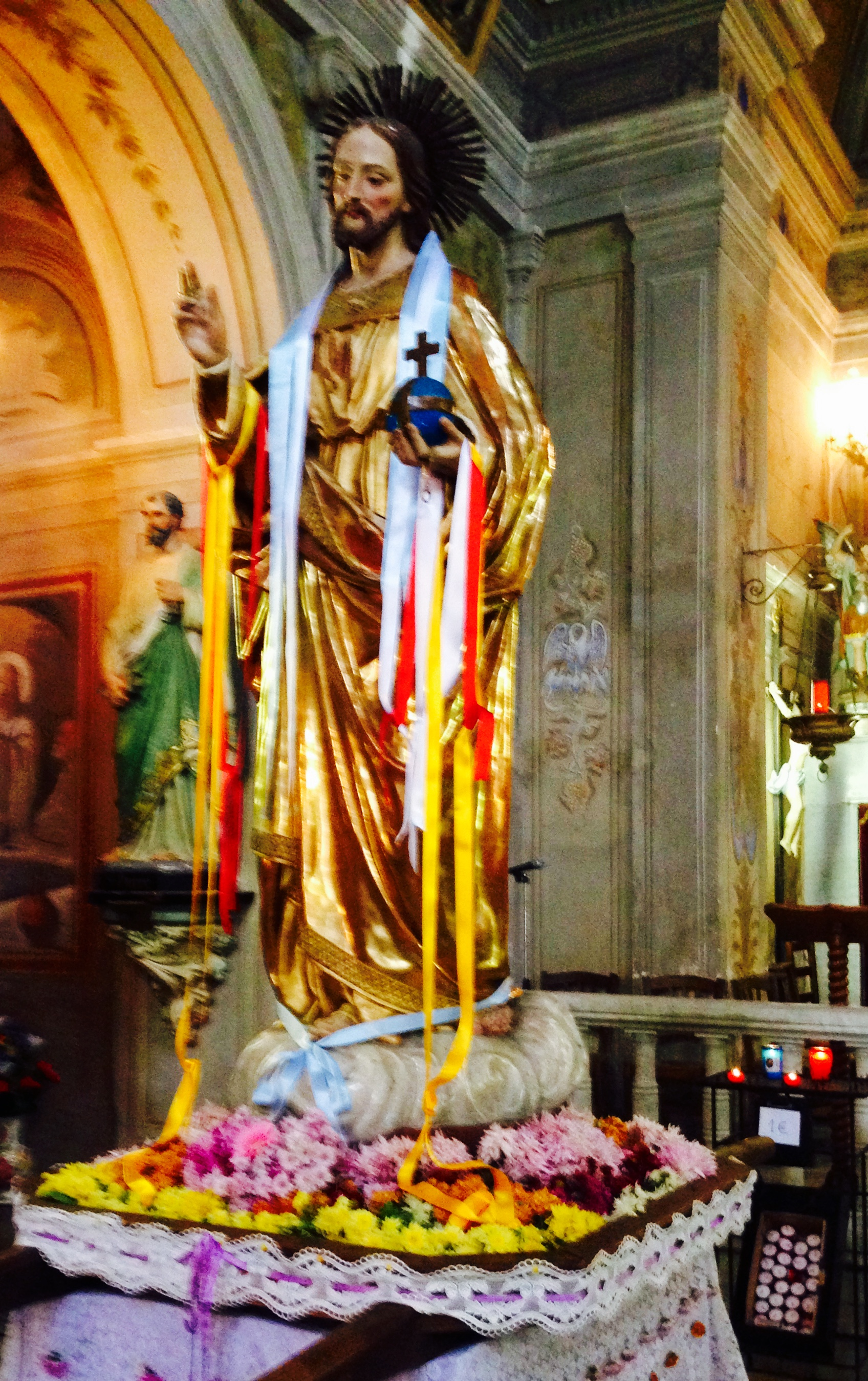
Saint-Sauveur de Viggianello, fleuri, avant la procession traditionnelle du 9 novembre.

Le saint patron du village de Viggianello est Saint Sauveur, traditionnellement fêté chaque 9 novembre pour honorer ce prophète qui, selon les écrits, chassait les démons et guérissait les malades.

## Politique et administration

### Liste des maires
| Période                                  | Période  | Identité            | Étiquette                  | Qualité      |
| ---------------------------------------- | -------- | ------------------- | -------------------------- | ------------ |
| 1948                                     | 1976     | Jean Lanfranchi     | sans étiquette             | Propriétaire |
| 1976                                     | 1995     | Jean- Paul Nicolai  | sans étiquette             |              |
| 1995                                     | 2014     | Paul François Perla | Apparenté Parti communiste |              |
| 2014                                     | En cours | Joseph Pucci        | Nationaliste               | Commerçant   |
| Les données manquantes sont à compléter. |          |                     |                            |              |

## Population et société

### Démographie
L'évolution du nombre d'habitants est connue à travers les recensements de la population effectués dans la commune depuis 1800. Pour les communes de moins de 10 000 habitants, une enquête de recensement portant sur toute la population est réalisée tous les cinq ans, les populations de référence des années intermédiaires étant quant à elles estimées par interpolation ou extrapolation. Pour la commune, le premier recensement exhaustif entrant dans le cadre du nouveau dispositif a été réalisé en 2007.

En 2022, la commune comptait 890 habitants, en évolution de +15,58 % par rapport à 2016 (Corse-du-Sud : +7,61 %, France hors Mayotte : +2,11 %).
| 1800 | 1806 | 1821 | 1831 | 1836 | 1841 | 1846 | 1851 | 1856 |
| ---- | ---- | ---- | ---- | ---- | ---- | ---- | ---- | ---- |
| 308  | 237  | 325  | 341  | 252  | 320  | 309  | 329  | 345  |

| 1861 | 1866 | 1872 | 1876 | 1881 | 1886 | 1891 | 1896 | 1901 |
| ---- | ---- | ---- | ---- | ---- | ---- | ---- | ---- | ---- |
| 367  | 403  | 410  | 454  | 468  | 440  | 419  | 428  | 334  |

| 1906 | 1911 | 1921 | 1926 | 1931 | 1936 | 1946 | 1954 | 1962 |
| ---- | ---- | ---- | ---- | ---- | ---- | ---- | ---- | ---- |
| 364  | 510  | 514  | 512  | 514  | 515  | 268  | 215  | 190  |

| 1968 | 1975 | 1982 | 1990 | 1999 | 2006 | 2007 | 2012 | 2017 |
| ---- | ---- | ---- | ---- | ---- | ---- | ---- | ---- | ---- |
| 190  | 239  | 274  | 365  | 417  | 547  | 565  | 685  | 814  |

| 2022 | - | - | - | - | - | - | - | - |
| ---- | - | - | - | - | - | - | - | - |
| 890  | - | - | - | - | - | - | - | - |

## Culture locale et patrimoine

### Lieux et monuments
- Ancienne église pievane de San Ghuva.
- Ancienne église abbatiale de Santa Ghjulia dans la plaine du Rizzanese.
- Deux menhirs : u frate e a sora dans la plaine du Rizzanese.

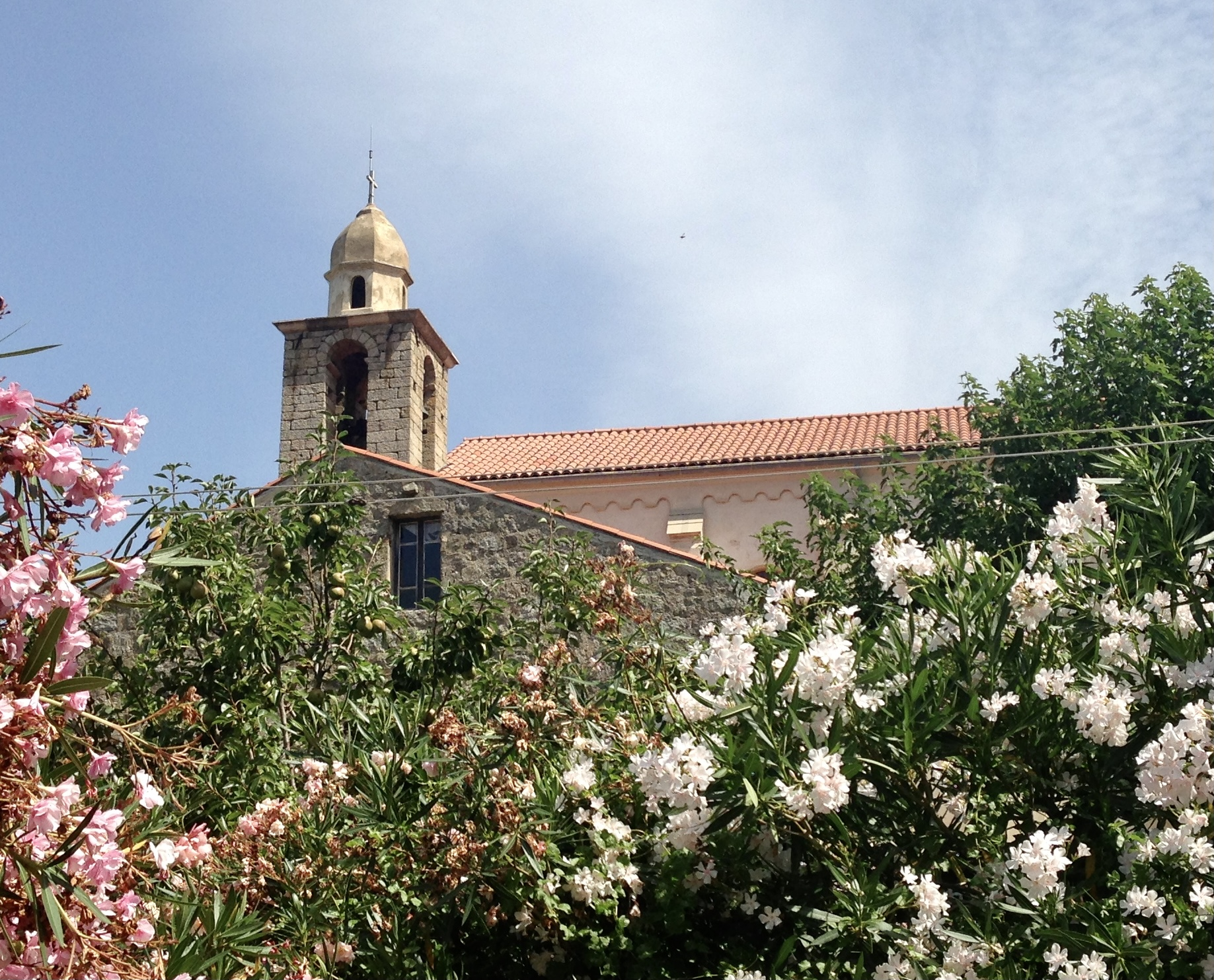
Église Saint-Sauveur.

- Église Saint-Sauveur.Église Saint-Sauveur. Elle est inscrite à l'Inventaire général du patrimoine culturel[12].

### Personnalités liées à la commune
- Jean Lanfranchi, propriétaire, croix de guerre, médaille militaire, maire de Viggianello de 1948 à 1976[13].
- Joseph Pucci, commerçant, fils d'Aurèle Pucci et d'Angèle Bruschini, maire de Viggianello depuis 2014, conseiller territorial PNC à l'Assemblée de Corse de 2017 à 2021, président du Syndicat de l’énergie de la Corse-du-Sud de 2018 à 2021[14].
- Mireille Lanfranchi, professeur des écoles, militante nationaliste, conseillère municipale de Viggianello, conseillère territoriale (Corsica Nazione) de 1998 à 2004 à l'Assemblée de Corse[13].